# 藤木俊
藤木俊（1974年1月21日—）是日本漫畫家。福岡縣大牟田市出身。

## 作品
- 《特工王（日语：こわしや我聞）》全9冊
- 《天才惡少年（日语：はじめてのあく）》全16冊
- 《天照大神行不行。》（日语：だめてらすさま。）全3冊

## 外部連結
- 藤木屋（公式ブログ） （页面存档备份，存于）
- まんが家バックステージ 藤木俊 （页面存档备份，存于）
- 藤木俊 (shunfujiki)的X（前Twitter）